# Théodore Lamine
Pour les articles homonymes, voir Théodore et Lamine.
Théodore Blaise Lamine, né le 11 octobre 1942 à Mbaïki (Oubangui-Chari), est un homme politique centrafricain. Il est père de 7 enfants légitimes avec son épouse Elisabeth Lamine née Elisabeth-Beaulit Moundjelet.

## Biographie

### Formations et carrières
Diplômé ingénieur agronome au début de sa carrière mais refusa son affectation et remit sa démission pour des problèmes personnels avec le Ministre de l'agriculture de l'époque. 
En 1964 la nouvelle République Centrafricaine recherchant pour son Ministère de l'Intérieur des Commissaires de Police de première génération prit dans la liste des diplômés de l'enseignement supérieur du pays. Le jeune démissionnaire du Ministère de l'Agriculture fut pris comme cela et c'est seulement après son engagement que ses formations de Police commencèrent dans les diverses Académies de Police ou il fut diplômé : Académie Internationale de Police d'Abidjan, Académie de Police de Saint-Cyr-Mont d'or en France, Académie Militaire de Fort Bragg Fayetteville NC aux États-Unis et l'Académie Internationale de Police de Washington D.C.
Il fut président de la Délégation spéciale de la ville de Bangui et Maire de la Ville de Bangui en 1976-1977 et Ministre de l'Intérieur de la République centrafricaine en 1976 puis Ministre d'Etat et Ministre chargé de la sécurité de la Cour Imperiale et de l'Empire Centrafricain après le couronnement de l'empereur Bokassa 1er Jean-Bedel Bokassa jusqu'en septembre 1979.
Théodore Blaise Lamine est aussi connu en RCA pour avoir créé la « Fondation Lamine », première institution d'enseignement privée du pays où des milliers d'étudiants sont diplômés.[réf. souhaitée]